# Lophocampa margona
Lophocampa margona là một loài bướm đêm thuộc phân họ Arctiinae, họ Erebidae.